# Romanowo (powiat średzki)
Romanowo – wieś w Polsce położona w województwie wielkopolskim, w powiecie średzkim, w gminie Środa Wielkopolska. Wieś jest siedzibą sołectwa "Romanowo" w którego skład wchodzą również miejscowości Babin, Gajówka i Podgaj.
W latach 1975–1998 miejscowość położona była w województwie poznańskim.